# Tāzeh Kand-e Jabal
Tāzeh Kand-e Jabal (persiska: تازِه كَندِ بُلبُل, تازه کند جبل, Tāzeh Kand-e Bolbol) är en ort i Iran.   Den ligger i provinsen Västazarbaijan, i den nordvästra delen av landet, 500 km väster om huvudstaden Teheran. Tāzeh Kand-e Jabal ligger 1 289 meter över havet och antalet invånare är 377.
Terrängen runt Tāzeh Kand-e Jabal är platt åt nordväst, men åt sydost är den kuperad. Runt Tāzeh Kand-e Jabal är det ganska tätbefolkat, med 108 invånare per kvadratkilometer. Närmaste större samhälle är Naqadeh, 12,9 km väster om Tāzeh Kand-e Jabal. Trakten runt Tāzeh Kand-e Jabal består till största delen av jordbruksmark.